# Lactarius badiosanguineus
Lactarius badiosanguineus é um fungo que pertence ao gênero de cogumelos Lactarius na ordem Russulales. Encontrado na França, foi descrito cientificamente por Henri Romagnesi e Robert Kühner em 1954.